# Szívek szállodája – Egy év az életünkből
A Szívek szállodája – Egy év az életünkből (eredeti címe: Gilmore Girls: A Year in the Life) amerikai dramedy minisorozat, amelyet Amy Sherman-Palladino készített. A sorozat a Szívek szállodája (2000-2007) folytatása. A főszerepben Lauren Graham és Alexis Bledel látható.
A műsor 1 évadot élt meg 4 epizóddal. 2016. november 25-én mutatta be a Netflix.
2020 novemberében a The CW és az Up TV is leadta.

## Szereplők
- Lauren Graham: Lorelai Gilmore
- Alexis Bledel: Rory Gilmore
- Scott Patterson: Luke Danes
- Kelly Bishop: Emily Gilmore

### Visszatérő szereplők
- Keiko Agena: Lane Kim
- Yanic Truesdale: Michel Gerard
- Liza Weil: Paris Geller
- Sean Gunn: Kirk Gleason
- Matt Czuchry: Logan Huntzberger
- Milo Ventimiglia: Jess Mariano
- Liz Torres: Miss Patty
- Sally Struthers: Babette Dell
- Michael Winters: Taylor Doose
- Rose Abdoo: Gypsy / Berta
- Ray Wise: Jack Smith
- Alex Kingston: Naomi Shropshire
- Mike Gandolfi: Andrew
- Todd Lowe: Zach Van Gerbig
- John Cabrera: Brian Fuller
- Aris Alvarado: Caesar
- Danny Strong: Doyle McMaster
- Armand Vasquez: Eric

### Vendégszereplők
- Paul Anka: önmaga
- Sebastian Bach: Gil
- Rini Bell: Lulu
- Emily Bergl: Francie Jarvis
- Christian Borle: Carl
- Alex Borstein: Miss Celine
- Dan Bucatinsky: Jim Nelson
- Kerry Butler: Claudia
- Jackson Douglas: Jackson Belleville
- Chris Eigeman: Jason Stiles
- Sutton Foster: Violet
- Louise Goffin: Louise
- Julia Goldani Telles: Sandee
- Gregg Henry: Mitchum Huntzberger
- Nick Holmes: Robert
- Carole King: Sophie
- Peter Krause: parkőr
- Emily Kuroda: Mrs. Kim
- Grant Lee Phillips: Grant
- Alan Loayza: Colin McCrae
- Vanessa Marano: April Nardini
- Dakin Matthews: Hanlin Charleston
- Melissa McCarthy: Sookie St. James
- Stacey Oristano: Allie
- Jared Padalecki: Dean Forester
- Sam Pancake: Donald
- Rachael Ray: önmaga
- Jason Ritter: parkőr
- Ted Rooney: Morey Dell
- Tanc Sade: Finn
- David Sutcliffe: Christopher Hayden
- Mae Whitman: Marcy
- Ali Axelrad: Doris

### Zenészek, együttesek
- Thurston Moore
- Kim Gordon
- Joe Pernice
- Yo La Tengo
- Mary Lynn Rajskub
- Sparks[2]

## Háttér
2010. szeptember 15-én Lauren Graham elmondta a Vanity Fair magazinnak, hogy a Szívek szállodája alapján készült film lehetséges megvalósításáról: "az embereknek, akik megvan hozzá a hatalmuk, az emberek, akik ezt meg tudják valósítani, beszélnek róla." 2013 márciusában ugyanezt állította Twitterén, amikor a Veronica Mars alapján készült film Kickstarter-kampánya elindult.
2015 májusában a Gilmore Guys podcast interjújában Scott Patterson így nyilatkozott: "Jelenleg beszélnek a dologról. Nem mehetek részletekbe, de folynak a tárgyalások. Szóval reménykedem, és benne vagyok. Úgy gondolom, hogy sok minden vár felfedezésre, akár egy minisorozat, akár egy tévéfilm vagy egy nagyjátékfilm formájában. Szerintem mindenki benne lenne."  A 2015-ös ATX Television Festivalon Amy Sherman-Palladino így szólt a közönséghez: "Sajnálom, de ebben a pillanatban semmin nem dolgozunk."
2015 októberében a TVLine bejelentette, hogy a Netflix üzletet kötött a Warner Bros.-szal, hogy feltámasszák a sorozatot.
2016 áprilisában Sherman-Palladino elmondta, hogy a sorozat 90 perces időtartamát a Sherlock ihlette.
2016. január 29-én a Netflix és a Warner Bros. hivatalosan is bejelentették az új sorozatot, amely a Gilmore Girls: Seasons címet kapta. A forgatás 2016. február 2-án kezdődött, és 2016. június 30-án fejeződött be. 2016. május 19-én bejelentették, hogy az új sorozat címe Gilmore Girls: A Year in the Life lesz.

## Fogadtatás
A sorozat pozitív kritikákban részesült. A Rotten Tomatoes oldalán 87%-ot ért el 87 kritika alapján, és 7.66 pontot szerzett a tízből. A Metacritic honlapján 75 pontot szerzett a százból, 28 kritika alapján.